# Bain Crags
Die Bain Crags (russisch Утёсы Опасные Utjosy Opasnye, deutsch ‚Gefährliche Klippen‘) sind eine Reihe zumeist gebänderter und von Eis eingeschlossener Felsenkliffs an der Westseite der Insel Gillock Island im Amery-Schelfeis vor der Ingrid-Christensen-Küste des ostantarktischen Prinzessin-Elisabeth-Lands.
Die Formation wurde im Januar 1969 von einer Mannschaft im Rahmen der Australian National Antarctic Research Expeditions erkundet, deren eigentliches Zielgebiet die Prince Charles Mountains waren. Namensgeber ist der Leiter dieser Mannschaft, der australische Geologe John H. C. Bain.